# Witte eikenvouwmot
De witte eikenvouwmot (Phyllonorycter harrisella) is een vlinder uit de familie mineermotten (Gracillariidae). De wetenschappelijke naam is gepubliceerd in 1761 door Linnaeus.
De soort komt voor in Europa.